# Vatsfjord
De Vatsfjord is een fjord in de Noorse provincie Rogaland. Het is een zijarm van de Yrkefjord. Hij is zo'n vijf kilometer lang en strekt zich noordwaarts uit.
Vanwege de beschutte ligging en de grote waterdiepte zijn hier Condeeps gebouwd. De laatste van deze productieplatforms was het Troll A platform.